# 岩崎敏夫
岩崎 敏夫（いわさき としお、1909年8月21日 - 2004年10月28日）は、日本の民俗学者、歌人。

## 略歴
福島県相馬生まれ。國學院大學高等師範部卒。1962年「本邦小祠の研究」で國學院大學文学博士。相馬女子高等学校教頭。東北学院大学教授。1963年「本邦小祠の研究」で柳田賞受賞。歌人。

## 著書
- 『磐城昔話集』(全国昔話記録)三省堂 1942
- 『日本の年中行事 磐城篇』海外協会図書館 1953
- 『本邦小祠の研究 民間信仰の民俗学的研究』岩崎博士学位論文出版後援会 1963 名著出版 1976
- 『村の神々』(民俗民芸双書) 岩崎美術社 1968
- 『二宮尊徳仕法の研究 相馬藩を中心として』(国学研究叢書) 錦正社 1970
- 『日本の民俗 7 福島』第一法規出版 1973
- 『柳田先生と私の細道 東北の民俗文化』錦正社 1973
- 『柳田国男の分類による日本の昔話』角川書店 1977
- 『積乱雲 歌集』万葉堂出版 1979
- 『東北民間信仰の研究 岩崎敏夫著作集』名著出版 1982-1983
- 『東北の山岳信仰』(民俗民芸双書 岩崎美術社 1984
- 『岩崎敏夫長歌集』私家版、1987
- 『二宮尊徳の相馬仕法』(国学研究叢書) 錦正社 1987
- 『村の生活聞き書 岩崎敏夫著作集4』名著出版 1991
- 『民俗調査の細道』錦正社 1993
- 『東北民間信仰の研究 岩崎敏夫著作集 続 (岩崎敏夫著作集 5)』岩田書院 1993
- 『柳田国男の民俗学 (岩崎敏夫著作集 6)』岩田書院 1995

### 共編著
- 『東北民俗資料集』全10巻 編 万葉堂書店 1971-1981
- 『日本昔話記録 3 福島県磐城地方昔話集』柳田国男編 岩崎採録 三省堂 1974
- 『日本祭祀研究集成 第3巻 祭りの諸形態 1 北海道・東北・関東篇』編集委員: 岩崎,三隅治雄 名著出版 1976
- 『磐城岩代の伝説』編著 第一法規出版 1976
- 『日本の祭り 1 東北・北海道』編著 講談社 1982
- 『日本の神々 神社と聖地 第12巻 東北・北海道 岩崎敏夫 [ほか]著 白水社 1984
- 『文化誌日本福島県』庄司吉之助ほか共編. 講談社 1985
- 『相馬・双葉』(観光パーフェクトガイド)岩崎敏夫 [ほか]執筆. 歴史春秋出版 1987
- 『相馬藩世紀』佐藤高俊共校訂, 岡田清一校注. 続群書類従完成会 1999-2002
- 『鹿島町史 第6巻(民俗編)』監修, 鹿島町史編纂委員会 編. 鹿島町 2004

## 論文
- ＜岩崎敏夫